# Tần số cao
Tần số cao (HF) là tần số vô tuyến nằm trong khoảng 3 tới 30 MHz. Còn được gọi là băng tần decamet hay sóng decamet do bước sóng nằm trong khoảng 1 tới 10 decameter (10 tới 100 mét). Phía dưới HF là tần số trung bình (MF) và phía trên HF là tần số rất cao (VHF). Dải sóng ngắn (2,310 – 25,820 MHz) được dùng để phát quảng bá cũng thuộc phổ tần HF. Trong hàng không, dải tần 2 - 29.999 MHz được dùng cho liên lạc HF.

## Đặc tính truyền lan

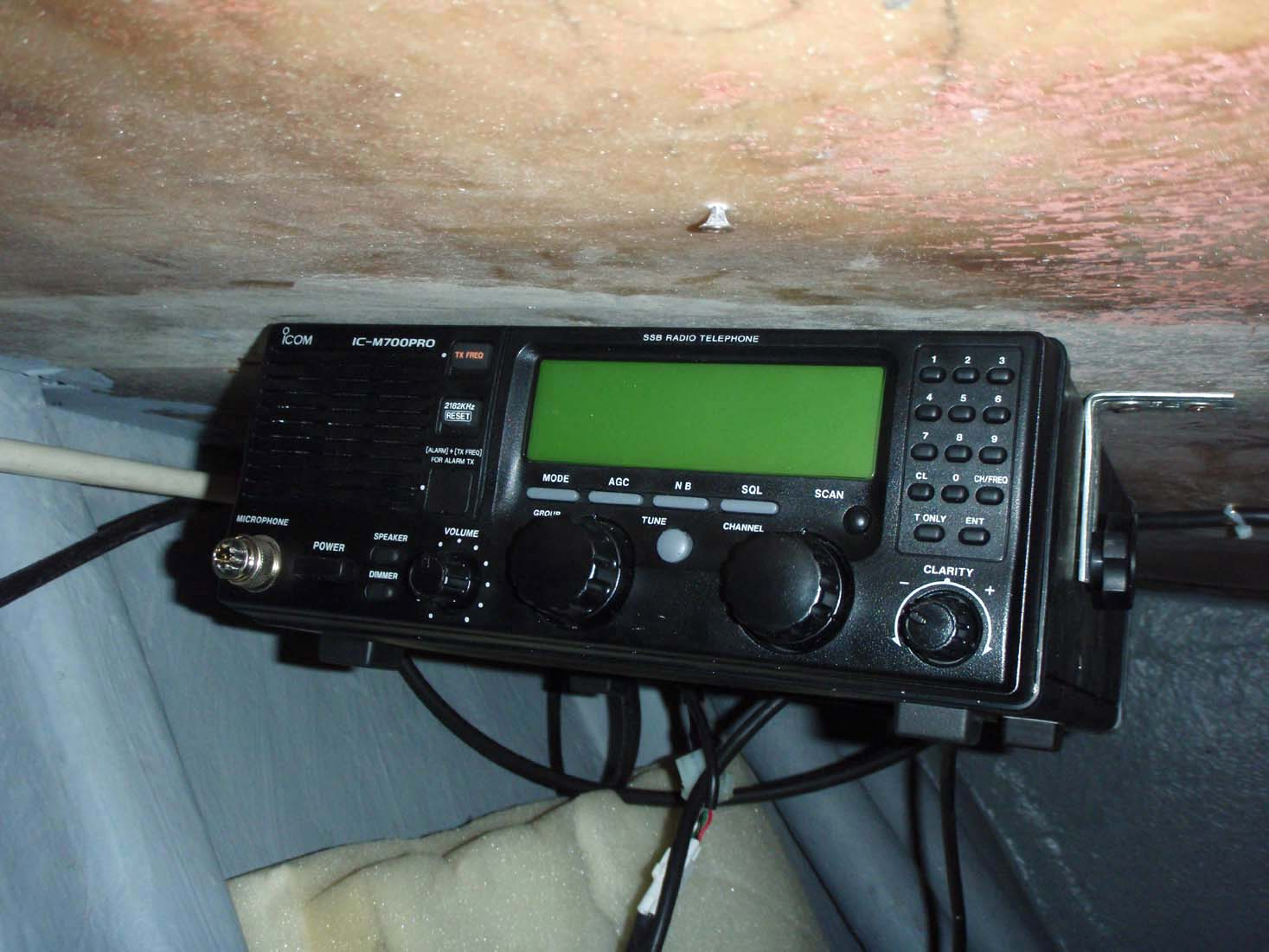
Một máy vô tuyến hai chiều Icom M700Pro dùng cho thông tin liên lạc vô tuyến HF hàng hải.

Tầng điện ly thường khúc xạ sóng vô tuyến HF. Hiện tượng này còn được gọi là truyền lan sóng trời. Do những đặc điểm này, nên dải tần HF được sử dụng rộng rãi trong thông tin liên lạc vô tuyến tầm xa và tầm trung.